# Parafia Miłosierdzia Bożego w Białymstoku
Parafia pw. Miłosierdzia Bożego w Białymstoku – rzymskokatolicka parafia należąca do dekanatu Białystok – Białostoczek, archidiecezji białostockiej, metropolii białostockiej. W parafii znajduje się siedziba dekanatu, a jej proboszcz piastuje także funkcję dziekana. Parafia nosi miano Archidiecezjalnego Sanktuarium Miłosierdzia Bożego.

## Historia
19 września 1980 roku Zgromadzenie Sióstr Misjonarek Świętej Rodziny przekazało parafii pw. Wniebowzięcia Najświętszej Maryi Panny położoną przy ul. Poselskiej 42 w Białymstoku kaplicę razem z jej wyposażeniem, z domem mieszkalnym, budynkiem gospodarczym oraz placem. Parafię WNMP reprezentowali: ks. Zbigniew St. Krupski, ks. Antoni Lićwinko oraz ks. Jan Pankiewicz. Nieruchomość została przekazana dnia 10 lutego 1983 roku jako darowizna dla parafii.
W 1988 roku dokonano ekshumacji i translacji doczesnych szczątków księdza Sopoćki z cmentarza farnego do krypty w dolnym kościele Miłosierdzia Bożego.
15 marca 1990 roku bp Edward Kisiel, Administrator Apostolski Archidiecezji w Białymstoku wydał dekret podziału parafii św. Rodziny na dwie oddzielne parafie. Granicą tych parafii była linia kolejowa relacji Białystok - Zubki. Dekret spowodował powstanie parafii pw. Św. Rodziny z siedzibą przy kaplicy pod tym samym wezwaniem oraz parafii pw. Miłosierdzia Bożego z siedzibą przy budującym kościele pod tym wezwaniem. Proboszczem nowopowstałej parafii w dniu 25 czerwca roku 1990 został ks. Zbigniew St. Krupski. Niestety stan techniczny kaplicy Świętej Rodziny uległ znacznemu pogorszeniu więc ksiądz Krupski starał się o zgodę na budowę kościoła parafialnego na placu znajdującym się za kaplicą. Tejże zgody nie dostał.
W sierpniu 1982 roku Parafia rzymskokatolicka pw. Św. Rodziny wystosowała do Urzędu Miejskiego pismo o pozwolenie na budowę kościoła na Białostoczku.  Kamień węgielny pod budowę kościoła został wmurowany w roku 1985, konsekracja nastąpiła 30 września 2007, dokonał jej abp Edward Ozorowski.
28 września 2008 roku Prefekt Kongregacji Spraw Kanonizacyjnych abp Angelo Amato podczas mszy świętej sprawowanej w parafii odczytał list Ojca Świętego Benedykta XVI ogłaszający Sługę Bożego księdza Michała Sopoćko błogosławionym Kościoła Katolickiego. Jego święto jest obchodzone 15 lutego każdego roku.

## Kościół parafialny
W Sanktuarium Miłosierdzia Bożego znajdują się relikwie Świętej Siostry Faustyny i doczesne szczątki Sługi Bożego ks. Michała Sopoćki, którego proces beatyfikacyjny został zakończony na poziomie diecezjalnym. Cechą charakterystyczną parafii, zarówno na jej nazwę oraz na obecność Sługi Bożego, jest kult Miłosierdzia Bożego.

## Msze Święte i nabożeństwa
Główny odpust wspólnota parafialna przeżywa w drugą niedzielę wielkanocną, ustanowioną jako święto Miłosierdzia Bożego. Czterdziestogodzinne nabożeństwo ku czci Najświętszego Sakramentu, odprawiane w dniach od 27 do 29 września, związane z dniem imienin ks. Michała Sopoćki, które przypada w święto św. Archaniołów Michała, Gabriela i Rafała oraz ze wspomnieniem św. Faustyny Kowalskiej 5 października.
15 lutego każdego roku w kolejne rocznice śmierci bł. ks. Michała Sopoćki jest odprawiana uroczysta Eucharystia.

## Proboszczowie
- ks. Zbigniew Krupski 1990–2001
- ks. kan. Andrzej Kozakiewicz (2001)

## Działalność parafialna
W Sanktuarium znajdują miejsce diecezjalne akcje i duszpasterstwa takie jak: Stowarzyszenie Czcicieli Miłosierdzia Bożego, Duszpasterstwo Harcerek i Harcerzy, Krucjata Wyzwolenia Człowieka, Dom Rekolekcyjny, Wspólnota AA, Poradnictwo Rodzinne. 

### Grupy parafialne
- Stowarzyszenie Czcicieli Miłosierdzia Bożego,
- Ruch Światło - Życie,
- Kręgi Rodzin Ruchu Domowego Kościoła,
- Ruch Rodzin Nazaretańskich,
- Wspólnota Przyjaciele Oblubieńca